# Pandemia di COVID-19 in Senegal
Il primo caso della pandemia di COVID-19 in Senegal è stato confermato il 2 marzo 2020.

## Antefatti
Il 12 gennaio 2020, l'Organizzazione mondiale della sanità (OMS) ha confermato che un nuovo coronavirus era la causa di una nuova infezione polmonare che aveva colpito diversi abitanti della città di Wuhan, nella provincia cinese dell'Hubei, il cui caso era stato portato all'attenzione dell'OMS il 31 dicembre 2019.
Sebbene nel tempo il tasso di mortalità della COVID-19 si sia rivelato decisamente più basso di quello dell'epidemia di SARS che aveva imperversato nel 2003, la trasmissione del virus SARS-CoV-2, alla base della COVID-19, è risultata essere molto più ampia di quella del precedente virus del 2003, e ha portato a un numero totale di morti molto più elevato.
Il 5 maggio 2023, l'Organizzazione mondiale della sanità dichiara ufficialmente la fine della pandemia.

## Cronistoria
Il governo del Senegal ha confermato il primo caso di COVID-19 nel paese il 2 marzo 2020; la persona contagiata era un cinquantaquattrenne francese residente in Senegal di ritorno da un viaggio in Francia. L'uomo viveva in particolare nell'Almadies Arrondissement di Dakar e la sua positività era stata riscontrata nella sede dell'Istituto Pasteur di Dakar, dove l'uomo si era recato il 27 febbraio dopo essersi sentito male e dopo essere tornato, il giorno prima, dalla Francia. Il Senegal è diventato così il secondo paese subsahariano a dichiarare la presenza sul suo suolo della COVID-19 dopo la Nigeria. Il secondo caso è stato confermato il giorno dopo, e anche in questo caso si trattava di un cittadino francese residente a Dakar di ritorno da un viaggio in Francia, e così pure il terzo caso, che era la moglie del primo contagiato, mentre la quarta persona a essere stata trova infetta era una cittadina inglese che era arrivata in Senegal da Londra il 24 febbraio. La prima persona di nazionalità senegalese ad ammalarsi è stato un uomo di ritorno dall'Italia, che è diventato così, il 10 marzo, il quinto caso in tutto il Paese.
I casi si sono poi via via susseguiti, trattandosi sia di persone che erano state a contatto con i contagiati nel paese, sia di persone di ritorno da altri paesi, e il mese di marzo si è chiuso con 175 casi confermati e con una sola vittima, morta proprio l'ultimo giorno del mese; si trattava di Mababa Pape Diouf, noto semplicemente come Pape Diouf, noto giornalista e procuratore sportivo, che era stato anche presidente dell'Olympique de Marseille dal 2005 al 2009.
Nel mese di aprile i contagi sono proseguito ma a un ritmo pari a quello di marzo, superando i 200 casi già il terzo giorno del mese e i 1 000 casi alla fine del mese, il ritmo delle guarigioni, invece, è incrementato.

## Andamento dei contagi
| Data                                                                                     | Data       |  | Numero di casi | Numero di morti |
| ---------------------------------------------------------------------------------------- | ---------- |  | -------------- | --------------- |
| 02-03-2020                                                                               | 02-03-2020 |  | 1(N.D.)        |                 |
| 03-03-2020                                                                               | 03-03-2020 |  | 1(=)           |                 |
| 04-03-2020                                                                               | 04-03-2020 |  | 4(+300%)       |                 |
| ⋮                                                                                        | ⋮          |  | 4(=)           |                 |
| 10-03-2020                                                                               | 10-03-2020 |  | 5(+25%)        |                 |
| 11-03-2020                                                                               | 11-03-2020 |  | 5(=)           |                 |
| 12-03-2020                                                                               | 12-03-2020 |  | 10(+100%)      |                 |
| ⋮                                                                                        | ⋮          |  | 10(=)          |                 |
| 15-03-2020                                                                               | 15-03-2020 |  | 24(+140%)      |                 |
| ⋮                                                                                        | ⋮          |  | 24(=)          |                 |
| 19-03-2020                                                                               | 19-03-2020 |  | 36(+50%)       |                 |
| 20-03-2020                                                                               | 20-03-2020 |  | 47(+31%)       |                 |
| 21-03-2020                                                                               | 21-03-2020 |  | 56(+19%)       |                 |
| 22-03-2020                                                                               | 22-03-2020 |  | 67(+20%)       |                 |
| 23-03-2020                                                                               | 23-03-2020 |  | 79(+18%)       |                 |
| 24-03-2020                                                                               | 24-03-2020 |  | 86(+8,9%)      |                 |
| 25-03-2020                                                                               | 25-03-2020 |  | 99(+15%)       |                 |
| 26-03-2020                                                                               | 26-03-2020 |  | 105(+6,1%)     |                 |
| 27-03-2020                                                                               | 27-03-2020 |  | 119(+13%)      |                 |
| 28-03-2020                                                                               | 28-03-2020 |  | 130(+9,2%)     |                 |
| 29-03-2020                                                                               | 29-03-2020 |  | 142(+9,2%)     |                 |
| 30-03-2020                                                                               | 30-03-2020 |  | 162(+14%)      |                 |
| 31-03-2020                                                                               | 31-03-2020 |  | 175(+8%)       |                 |
| 31-03-2020                                                                               | 31-03-2020 |  | 175(=)         |                 |
| ⋮                                                                                        |            |  |                |                 |
| 02-04-2020                                                                               | 02-04-2020 |  | 195(N.D.)      | 1(N.D.)         |
| 03-04-2020                                                                               | 03-04-2020 |  | 207(+6,2%)     | 1(=)            |
| 04-04-2020                                                                               | 04-04-2020 |  | 219(+5,8%)     | 2(+100%)        |
| 05-04-2020                                                                               | 05-04-2020 |  | 219(=)         | 2(=)            |
| 06-04-2020                                                                               | 06-04-2020 |  | 226(+3,2%)     | 2(=)            |
| 07-04-2020                                                                               | 07-04-2020 |  | 237(+4,9%)     | 2(=)            |
| 08-04-2020                                                                               | 08-04-2020 |  | 244(+3%)       | 2(=)            |
| 09-04-2020                                                                               | 09-04-2020 |  | 250(+2,5%)     | 2(=)            |
| 10-04-2020                                                                               | 10-04-2020 |  | 265(+6%)       | 2(=)            |
| 11-04-2020                                                                               | 11-04-2020 |  | 278(+4,9%)     | 2(=)            |
| 12-04-2020                                                                               | 12-04-2020 |  | 280(+0,72%)    | 2(=)            |
| 13-04-2020                                                                               | 13-04-2020 |  | 291(+3,9%)     | 2(=)            |
| 14-04-2020                                                                               | 14-04-2020 |  | 299(+2,7%)     | 2(=)            |
| 15-04-2020                                                                               | 15-04-2020 |  | 314(+5%)       | 2(=)            |
| 16-04-2020                                                                               | 16-04-2020 |  | 335(+6,7%)     | 2(=)            |
| 17-04-2020                                                                               | 17-04-2020 |  | 342(+2,1%)     | 2(=)            |
| 18-04-2020                                                                               | 18-04-2020 |  | 350(+2,3%)     | 3(+50%)         |
| 19-04-2020                                                                               | 19-04-2020 |  | 367(+4,9%)     | 3(=)            |
| 20-04-2020                                                                               | 20-04-2020 |  | 377(+2,7%)     | 5(+67%)         |
| 21-04-2020                                                                               | 21-04-2020 |  | 412(+9,3%)     | 5(=)            |
| 22-04-2020                                                                               | 22-04-2020 |  | 442(+7,3%)     | 6(+20%)         |
| 23-04-2020                                                                               | 23-04-2020 |  | 479(+8,4%)     | 6(=)            |
| 24-04-2020                                                                               | 24-04-2020 |  | 545(+14%)      | 7(+17%)         |
| 25-04-2020                                                                               | 25-04-2020 |  | 614(+13%)      | 7(=)            |
| 26-04-2020                                                                               | 26-04-2020 |  | 671(+9,3%)     | 9(+29%)         |
| 27-04-2020                                                                               | 27-04-2020 |  | 736(+9,7%)     | 9(=)            |
| 28-04-2020                                                                               | 28-04-2020 |  | 823(+12%)      | 9(=)            |
| 29-04-2020                                                                               | 29-04-2020 |  | 882(+7,2%)     | 9(=)            |
| 30-04-2020                                                                               | 30-04-2020 |  | 933(+5,8%)     | 9(=)            |
| 01-05-2020                                                                               | 01-05-2020 |  | 1 024(+9,8%)   | 9(=)            |
| 02-05-2020                                                                               | 02-05-2020 |  | 1 115(+8,9%)   | 9(=)            |
| 03-05-2020                                                                               | 03-05-2020 |  | 1 182(+6%)     | 9(=)            |
| 04-05-2020                                                                               | 04-05-2020 |  | 1 271(+7,5%)   | 10(+11%)        |
| 05-05-2020                                                                               | 05-05-2020 |  | 1 329(+4,6%)   | 11(+10%)        |
| 06-05-2020                                                                               | 06-05-2020 |  | 1 433(+7,8%)   | 12(+9,1%)       |
| 07-05-2020                                                                               | 07-05-2020 |  | 1 492(+4,1%)   | 13(+8,3%)       |
| 08-05-2020                                                                               | 08-05-2020 |  | 1 551(+4%)     | 13(=)           |
| 09-05-2020                                                                               | 09-05-2020 |  | 1 634(+5,4%)   | 17(+31%)        |
| 10-05-2020                                                                               | 10-05-2020 |  | 1 709(+4,6%)   | 19(+12%)        |
| 11-05-2020                                                                               | 11-05-2020 |  | 1 886(+10%)    | 19(=)           |
| 12-05-2020                                                                               | 12-05-2020 |  | 1 995(+5,8%)   | 19(=)           |
| 13-05-2020                                                                               | 13-05-2020 |  | 2 105(+5,5%)   | 21(+11%)        |
| 14-05-2020                                                                               | 14-05-2020 |  | 2 189(+4%)     | 23(+9,5%)       |
| 15-05-2020                                                                               | 15-05-2020 |  | 2 310(+5,5%)   | 25(+8,7%)       |
| 16-05-2020                                                                               | 16-05-2020 |  | 2 429(+5,2%)   | 25(=)           |
| 17-05-2020                                                                               | 17-05-2020 |  | 2 480(+2,1%)   | 25(=)           |
| 18-05-2020                                                                               | 18-05-2020 |  | 2 544(+2,6%)   | 26(+4%)         |
| 19-05-2020                                                                               | 19-05-2020 |  | 2 617(+2,9%)   | 30(+15%)        |
| 20-05-2020                                                                               | 20-05-2020 |  | 2 714(+3,7%)   | 30(=)           |
| 21-05-2020                                                                               | 21-05-2020 |  | 2 812(+3,6%)   | 33(+10%)        |
| 22-05-2020                                                                               | 22-05-2020 |  | 2 909(+3,4%)   | 33(=)           |
| 23-05-2020                                                                               | 23-05-2020 |  | 2 976(+2,3%)   | 34(+3%)         |
| 24-05-2020                                                                               | 24-05-2020 |  | 3 047(+2,4%)   | 35(+2,9%)       |
| 25-05-2020                                                                               | 25-05-2020 |  | 3 130(+2,7%)   | 35(=)           |
| 26-05-2020                                                                               | 26-05-2020 |  | 3 161(+0,99%)  | 36(+2,9%)       |
| 27-05-2020                                                                               | 27-05-2020 |  | 3 253(+2,9%)   | 38(+5,6%)       |
| 28-05-2020                                                                               | 28-05-2020 |  | 3 348(+2,9%)   | 39(+2,6%)       |
| 29-05-2020                                                                               | 29-05-2020 |  | 3 429(+2,4%)   | 41(+5,1%)       |
| 30-05-2020                                                                               | 30-05-2020 |  | 3 535(+3,1%)   | 42(+2,4%)       |
| 31-05-2020                                                                               | 31-05-2020 |  | 3 645(+3,1%)   | 42(=)           |
| 01-06-2020                                                                               | 01-06-2020 |  | 3 739(+2,6%)   | 42(=)           |
| 02-06-2020                                                                               | 02-06-2020 |  | 3 836(+2,6%)   | 43(+2,4%)       |
| 03-06-2020                                                                               | 03-06-2020 |  | 3 932(+2,5%)   | 45(+4,7%)       |
| 04-06-2020                                                                               | 04-06-2020 |  | 4 021(+2,3%)   | 45(=)           |
| 05-06-2020                                                                               | 05-06-2020 |  | 4 155(+3,3%)   | 45(=)           |
| 06-06-2020                                                                               | 06-06-2020 |  | 4 249(+2,3%)   | 47(+4,4%)       |
| 07-06-2020                                                                               | 07-06-2020 |  | 4 328(+1,9%)   | 49(+4,3%)       |
| 08-06-2020                                                                               | 08-06-2020 |  | 4 427(+2,3%)   | 49(=)           |
| 09-06-2020                                                                               | 09-06-2020 |  | 4 516(+2%)     | 52(+6,1%)       |
| 10-06-2020                                                                               | 10-06-2020 |  | 4 640(+2,7%)   | 52(=)           |
| 11-06-2020                                                                               | 11-06-2020 |  | 4 759(+2,6%)   | 55(+5,8%)       |
| 12-06-2020                                                                               | 12-06-2020 |  | 4 851(+1,9%)   | 56(+1,8%)       |
| 13-06-2020                                                                               | 13-06-2020 |  | 4 996(+3%)     | 60(+7,1%)       |
| 14-06-2020                                                                               | 14-06-2020 |  | 5 090(+1,9%)   | 60(=)           |
| 15-06-2020                                                                               | 15-06-2020 |  | 5 173(+1,6%)   | 64(+6,7%)       |
| 16-06-2020                                                                               | 16-06-2020 |  | 5 247(+1,4%)   | 70(+9,4%)       |
| 17-06-2020                                                                               | 17-06-2020 |  | 5 369(+2,3%)   | 73(+4,3%)       |
| 18-06-2020                                                                               | 18-06-2020 |  | 5 475(+2%)     | 76(+4,1%)       |
| 19-06-2020                                                                               | 19-06-2020 |  | 5 639(+3%)     | 79(+3,9%)       |
| 20-06-2020                                                                               | 20-06-2020 |  | 5 783(+2,6%)   | 82(+3,8%)       |
| 21-06-2020                                                                               | 21-06-2020 |  | 5 888(+1,8%)   | 84(+2,4%)       |
| 22-06-2020                                                                               | 22-06-2020 |  | 5 970(+1,4%)   | 86(+2,4%)       |
| 23-06-2020                                                                               | 23-06-2020 |  | 6 034(+1,1%)   | 89(+3,5%)       |
| 24-06-2020                                                                               | 24-06-2020 |  | 6 129(+1,6%)   | 93(+4,5%)       |
| 25-06-2020                                                                               | 25-06-2020 |  | 6 233(+1,7%)   | 94(+1,1%)       |
| 26-06-2020                                                                               | 26-06-2020 |  | 6 354(+1,9%)   | 98(+4,3%)       |
| 27-06-2020                                                                               | 27-06-2020 |  | 6 459(+1,7%)   | 102(+4,1%)      |
| 28-06-2020                                                                               | 28-06-2020 |  | 6 586(+2%)     | 105(+2,9%)      |
| 29-06-2020                                                                               | 29-06-2020 |  | 6 698(+1,7%)   | 108(+2,9%)      |
| 30-06-2020                                                                               | 30-06-2020 |  | 6 793(+1,4%)   | 112(+3,7%)      |
| 01-07-2020                                                                               | 01-07-2020 |  | 6 925(+1,9%)   | 116(+3,6%)      |
| 02-07-2020                                                                               | 02-07-2020 |  | 7 054(+1,9%)   | 121(+4,3%)      |
| 03-07-2020                                                                               | 03-07-2020 |  | 7 164(+1,6%)   | 125(+3,3%)      |
| 04-07-2020                                                                               | 04-07-2020 |  | 7 272(+1,5%)   | 129(+3,2%)      |
| 05-07-2020                                                                               | 05-07-2020 |  | 7 400(+1,8%)   | 133(+3,1%)      |
| 06-07-2020                                                                               | 06-07-2020 |  | 7 478(+1,1%)   | 136(+2,3%)      |
| 07-07-2020                                                                               | 07-07-2020 |  | 7 547(+0,92%)  | 137(+0,74%)     |
| 08-07-2020                                                                               | 08-07-2020 |  | 7 657(+1,5%)   | 141(+2,9%)      |
| 09-07-2020                                                                               | 09-07-2020 |  | 7 784(+1,7%)   | 143(+1,4%)      |
| 10-07-2020                                                                               | 10-07-2020 |  | 7 882(+1,3%)   | 145(+1,4%)      |
| 11-07-2020                                                                               | 11-07-2020 |  | 8 014(+1,7%)   | 145(=)          |
| 12-07-2020                                                                               | 12-07-2020 |  | 8 135(+1,5%)   | 148(+2,1%)      |
| 13-07-2020                                                                               | 13-07-2020 |  | 8 198(+0,77%)  | 150(+1,4%)      |
| 14-07-2020                                                                               | 14-07-2020 |  | 8 243(+0,55%)  | 150(=)          |
| 15-07-2020                                                                               | 15-07-2020 |  | 8 369(+1,5%)   | 153(+2%)        |
| 16-07-2020                                                                               | 16-07-2020 |  | 8 481(+1,3%)   | 156(+2%)        |
| 17-07-2020                                                                               | 17-07-2020 |  | 8 544(+0,74%)  | 160(+2,6%)      |
| 18-07-2020                                                                               | 18-07-2020 |  | 8 669(+1,5%)   | 163(+1,9%)      |
| 19-07-2020                                                                               | 19-07-2020 |  | 8 810(+1,6%)   | 167(+2,5%)      |
| 20-07-2020                                                                               | 20-07-2020 |  | 8 948(+1,6%)   | 170(+1,8%)      |
| 21-07-2020                                                                               | 21-07-2020 |  | 8 985(+0,41%)  | 174(+2,4%)      |
| 22-07-2020                                                                               | 22-07-2020 |  | 9 121(+1,5%)   | 177(+1,7%)      |
| 23-07-2020                                                                               | 23-07-2020 |  | 9 266(+1,6%)   | 178(+0,56%)     |
| 24-07-2020                                                                               | 24-07-2020 |  | 9 422(+1,7%)   | 182(+2,2%)      |
| 25-07-2020                                                                               | 25-07-2020 |  | 9 552(+1,4%)   | 187(+2,7%)      |
| 26-07-2020                                                                               | 26-07-2020 |  | 9 681(+1,4%)   | 191(+2,1%)      |
| 27-07-2020                                                                               | 27-07-2020 |  | 9 764(+0,86%)  | 194(+1,6%)      |
| 28-07-2020                                                                               | 28-07-2020 |  | 9 805(+0,42%)  | 198(+2,1%)      |
| 29-07-2020                                                                               | 29-07-2020 |  | 9 961(+1,6%)   | 200(+1%)        |
| 30-07-2020                                                                               | 30-07-2020 |  | 10 106(+1,5%)  | 200(=)          |
| 31-07-2020                                                                               | 31-07-2020 |  | 10 232(+1,2%)  | 204(+2%)        |
| 01-08-2020                                                                               | 01-08-2020 |  | 10 284(+0,51%) | 209(+2,5%)      |
| 02-08-2020                                                                               | 02-08-2020 |  | 10 344(+0,58%) | 209(=)          |
| 03-08-2020                                                                               | 03-08-2020 |  | 10 386(+0,41%) | 211(+0,96%)     |
| 04-08-2020                                                                               | 04-08-2020 |  | 10 432(+0,44%) | 214(+1,4%)      |
| 05-08-2020                                                                               | 05-08-2020 |  | 10 538(+1%)    | 218(+1,9%)      |
| 06-08-2020                                                                               | 06-08-2020 |  | 10 715(+1,7%)  | 223(+2,3%)      |
| 07-08-2020                                                                               | 07-08-2020 |  | 10 887(+1,6%)  | 225(+0,9%)      |
| 08-08-2020                                                                               | 08-08-2020 |  | 11 003(+1,1%)  | 229(+1,8%)      |
| 09-08-2020                                                                               | 09-08-2020 |  | 11 175(+1,6%)  | 232(+1,3%)      |
| 10-08-2020                                                                               | 10-08-2020 |  | 11 312(+1,2%)  | 236(+1,7%)      |
| 11-08-2020                                                                               | 11-08-2020 |  | 11 380(+0,6%)  | 238(+0,85%)     |
| 12-08-2020                                                                               | 12-08-2020 |  | 11 587(+1,8%)  | 242(+1,7%)      |
| 13-08-2020                                                                               | 13-08-2020 |  | 11 740(+1,3%)  | 244(+0,83%)     |
| 14-08-2020                                                                               | 14-08-2020 |  | 11 872(+1,1%)  | 249(+2%)        |
| 15-08-2020                                                                               | 15-08-2020 |  | 12 032(+1,3%)  | 251(+0,8%)      |
| 16-08-2020                                                                               | 16-08-2020 |  | 12 162(+1,1%)  | 253(+0,8%)      |
| 17-08-2020                                                                               | 17-08-2020 |  | 12 237(+0,62%) | 256(+1,2%)      |
| 18-08-2020                                                                               | 18-08-2020 |  | 12 305(+0,56%) | 256(=)          |
| 19-08-2020                                                                               | 19-08-2020 |  | 12 446(+1,1%)  | 258(+0,78%)     |
| 20-08-2020                                                                               | 20-08-2020 |  | 12 559(+0,91%) | 261(+1,2%)      |
| 21-08-2020                                                                               | 21-08-2020 |  | 12 689(+1%)    | 262(+0,38%)     |
| 22-08-2020                                                                               | 22-08-2020 |  | 12 850(+1,3%)  | 266(+1,5%)      |
| 23-08-2020                                                                               | 23-08-2020 |  | 12 949(+0,77%) | 269(+1,1%)      |
| 24-08-2020                                                                               | 24-08-2020 |  | 13 013(+0,49%) | 272(+1,1%)      |
| 25-08-2020                                                                               | 25-08-2020 |  | 13 056(+0,33%) | 274(+0,74%)     |
| 26-08-2020                                                                               | 26-08-2020 |  | 13 186(+1%)    | 275(+0,36%)     |
| 27-08-2020                                                                               | 27-08-2020 |  | 13 294(+0,82%) | 277(+0,73%)     |
| 28-08-2020                                                                               | 28-08-2020 |  | 13 384(+0,68%) | 279(+0,72%)     |
| 29-08-2020                                                                               | 29-08-2020 |  | 13 456(+0,54%) | 282(+1,1%)      |
| 30-08-2020                                                                               | 30-08-2020 |  | 13 556(+0,74%) | 284(+0,71%)     |
| 31-08-2020                                                                               | 31-08-2020 |  | 13 611(+0,41%) | 284(=)          |
| 01-09-2020                                                                               | 01-09-2020 |  | 13 655(+0,32%) | 284(=)          |
| 02-09-2020                                                                               | 02-09-2020 |  | 13 743(+0,64%) | 287(+1,1%)      |
| 03-09-2020                                                                               | 03-09-2020 |  | 13 826(+0,6%)  | 287(=)          |
| 04-09-2020                                                                               | 04-09-2020 |  | 13 881(+0,4%)  | 289(+0,7%)      |
| 05-09-2020                                                                               | 05-09-2020 |  | 13 948(+0,48%) | 290(+0,35%)     |
| 06-09-2020                                                                               |            |  |                |                 |
| 07-09-2020                                                                               | 07-09-2020 |  | 14 014(N.D.)   | 291(N.D.)       |
| 08-09-2020                                                                               | 08-09-2020 |  | 14 044(+0,21%) | 292(+0,34%)     |
| 09-09-2020                                                                               | 09-09-2020 |  | 14 102(+0,41%) | 293(+0,34%)     |
| 10-09-2020                                                                               | 10-09-2020 |  | 14 150(+0,34%) | 293(=)          |
| 11-09-2020                                                                               | 11-09-2020 |  | 14 193(+0,3%)  | 293(=)          |
| 12-09-2020                                                                               | 12-09-2020 |  | 14 237(+0,31%) | 295(+0,68%)     |
| 13-09-2020                                                                               | 13-09-2020 |  | 14 280(+0,3%)  | 297(+0,68%)     |
| 14-09-2020                                                                               | 14-09-2020 |  | 14 306(+0,18%) | 297(=)          |
| 15-09-2020                                                                               | 15-09-2020 |  | 14 529(+1,6%)  | 298(+0,34%)     |
| 16-09-2020                                                                               | 16-09-2020 |  | 14 568(+0,27%) | 299(+0,34%)     |
| 17-09-2020                                                                               | 17-09-2020 |  | 14 618(+0,34%) | 300(+0,33%)     |
| 18-09-2020                                                                               | 18-09-2020 |  | 14 645(+0,18%) | 301(+0,33%)     |
| 19-09-2020                                                                               | 19-09-2020 |  | 14 688(+0,29%) | 302(+0,33%)     |
| 20-09-2020                                                                               | 20-09-2020 |  | 14 714(+0,18%) | 302(=)          |
| 21-09-2020                                                                               | 21-09-2020 |  | 14 738(+0,16%) | 302(=)          |
| 22-09-2020                                                                               | 22-09-2020 |  | 14 759(+0,14%) | 302(=)          |
| 23-09-2020                                                                               | 23-09-2020 |  | 14 795(+0,24%) | 303(+0,33%)     |
| 24-09-2020                                                                               | 24-09-2020 |  | 14 816(+0,14%) | 304(+0,33%)     |
| 25-09-2020                                                                               | 25-09-2020 |  | 14 839(+0,16%) | 304(=)          |
| 26-09-2020                                                                               | 26-09-2020 |  | 14 869(+0,2%)  | 306(+0,66%)     |
| 27-09-2020                                                                               | 27-09-2020 |  | 14 909(+0,27%) | 308(+0,65%)     |
| 28-09-2020                                                                               | 28-09-2020 |  | 14 919(+0,07%) | 309(+0,32%)     |
| 29-09-2020                                                                               | 29-09-2020 |  | 14 945(+0,17%) | 310(+0,32%)     |
| 30-09-2020                                                                               | 30-09-2020 |  | 14 982(+0,25%) | 311(+0,32%)     |
| 01-10-2020                                                                               | 01-10-2020 |  | 15 019(+0,25%) | 311(=)          |
| 02-10-2020                                                                               | 02-10-2020 |  | 15 051(+0,21%) | 312(+0,32%)     |
| 03-10-2020                                                                               | 03-10-2020 |  | 15 068(+0,11%) | 312(=)          |
| 04-10-2020                                                                               | 04-10-2020 |  | 15 094(+0,17%) | 312(=)          |
| 05-10-2020                                                                               | 05-10-2020 |  | 15 122(+0,19%) | 312(=)          |
| 06-10-2020                                                                               | 06-10-2020 |  | 15 141(+0,13%) | 312(=)          |
| 07-10-2020                                                                               | 07-10-2020 |  | 15 174(+0,22%) | 313(+0,32%)     |
| 08-10-2020                                                                               | 08-10-2020 |  | 15 190(+0,11%) | 313(=)          |
| 09-10-2020                                                                               | 09-10-2020 |  | 15 213(+0,15%) | 313(=)          |
| 10-10-2020                                                                               | 10-10-2020 |  | 15 244(+0,2%)  | 314(+0,32%)     |
| 11-10-2020                                                                               | 11-10-2020 |  | 15 268(+0,16%) | 314(=)          |
| 12-10-2020                                                                               | 12-10-2020 |  | 15 292(+0,16%) | 315(+0,32%)     |
| 13-10-2020                                                                               | 13-10-2020 |  | 15 307(+0,1%)  | 315(=)          |
| 14-10-2020                                                                               | 14-10-2020 |  | 15 331(+0,16%) | 316(+0,32%)     |
| 15-10-2020                                                                               | 15-10-2020 |  | 15 348(+0,11%) | 316(=)          |
| 16-10-2020                                                                               | 16-10-2020 |  | 15 368(+0,13%) | 317(+0,32%)     |
| 17-10-2020                                                                               | 17-10-2020 |  | 15 392(+0,16%) | 317(=)          |
| 18-10-2020                                                                               | 18-10-2020 |  | 15 418(+0,17%) | 317(=)          |
| 19-10-2020                                                                               | 19-10-2020 |  | 15 432(+0,09%) | 319(+0,63%)     |
| 20-10-2020                                                                               | 20-10-2020 |  | 15 459(+0,17%) | 320(+0,31%)     |
| 21-10-2020                                                                               | 21-10-2020 |  | 15 484(+0,16%) | 321(+0,31%)     |
| 22-10-2020                                                                               | 22-10-2020 |  | 15 508(+0,15%) | 321(=)          |
| 23-10-2020                                                                               | 23-10-2020 |  | 15 525(+0,11%) | 321(=)          |
| 24-10-2020                                                                               | 24-10-2020 |  | 15 543(+0,12%) | 321(=)          |
| 25-10-2020                                                                               | 25-10-2020 |  | 15 551(+0,05%) | 321(=)          |
| 26-10-2020                                                                               | 26-10-2020 |  | 15 565(+0,09%) | 322(+0,31%)     |
| 27-10-2020                                                                               | 27-10-2020 |  | 15 571(+0,04%) | 322(=)          |
| 28-10-2020                                                                               | 28-10-2020 |  | 15 582(+0,07%) | 322(=)          |
| 29-10-2020                                                                               | 29-10-2020 |  | 15 593(+0,07%) | 323(+0,31%)     |
| 30-10-2020                                                                               | 30-10-2020 |  | 15 605(+0,08%) | 323(=)          |
| 31-10-2020                                                                               | 31-10-2020 |  | 15 616(+0,07%) | 324(+0,31%)     |
| 01-11-2020                                                                               | 01-11-2020 |  | 15 630(+0,09%) | 325(+0,31%)     |
| 02-11-2020                                                                               | 02-11-2020 |  | 15 637(+0,04%) | 325(=)          |
| 03-11-2020                                                                               | 03-11-2020 |  | 15 640(+0,02%) | 326(+0,31%)     |
| 04-11-2020                                                                               | 04-11-2020 |  | 15 650(+0,06%) | 326(=)          |
| 05-11-2020                                                                               | 05-11-2020 |  | 15 668(+0,12%) | 326(=)          |
| 06-11-2020                                                                               | 06-11-2020 |  | 15 676(+0,05%) | 326(=)          |
| 07-11-2020                                                                               | 07-11-2020 |  | 15 693(+0,11%) | 326(=)          |
| 08-11-2020                                                                               | 08-11-2020 |  | 15 708(+0,1%)  | 326(=)          |
| 09-11-2020                                                                               | 09-11-2020 |  | 15 711(+0,02%) | 326(=)          |
| 10-11-2020                                                                               | 10-11-2020 |  | 15 720(+0,06%) | 326(=)          |
| 11-11-2020                                                                               | 11-11-2020 |  | 15 735(+0,1%)  | 326(=)          |
| 12-11-2020                                                                               | 12-11-2020 |  | 15 744(+0,06%) | 326(=)          |
| 13-11-2020                                                                               | 13-11-2020 |  | 15 755(+0,07%) | 326(=)          |
| 14-11-2020                                                                               | 14-11-2020 |  | 15 779(+0,15%) | 327(+0,31%)     |
| 15-11-2020                                                                               | 15-11-2020 |  | 15 793(+0,09%) | 328(+0,31%)     |
| 16-11-2020                                                                               | 16-11-2020 |  | 15 801(+0,05%) | 329(+0,3%)      |
| 17-11-2020                                                                               | 17-11-2020 |  | 15 806(+0,03%) | 329(=)          |
| 18-11-2020                                                                               | 18-11-2020 |  | 15 823(+0,11%) | 329(=)          |
| 19-11-2020                                                                               | 19-11-2020 |  | 15 835(+0,08%) | 329(=)          |
| 20-11-2020                                                                               | 20-11-2020 |  | 15 848(+0,08%) | 330(+0,3%)      |
| 21-11-2020                                                                               | 21-11-2020 |  | 15 865(+0,11%) | 330(=)          |
| 22-11-2020                                                                               | 22-11-2020 |  | 15 882(+0,11%) | 330(=)          |
| 23-11-2020                                                                               | 23-11-2020 |  | 15 897(+0,09%) | 330(=)          |
| 24-11-2020                                                                               | 24-11-2020 |  | 15 908(+0,07%) | 331(+0,3%)      |
| 25-11-2020                                                                               | 25-11-2020 |  | 15 927(+0,12%) | 331(=)          |
| 26-11-2020                                                                               | 26-11-2020 |  | 15 960(+0,21%) | 331(=)          |
| 27-11-2020                                                                               | 27-11-2020 |  | 15 981(+0,13%) | 332(+0,3%)      |
| 28-11-2020                                                                               | 28-11-2020 |  | 16 027(+0,29%) | 332(=)          |
| 29-11-2020                                                                               | 29-11-2020 |  | 16 075(+0,3%)  | 333(+0,3%)      |
| 30-11-2020                                                                               | 30-11-2020 |  | 16 089(+0,09%) | 333(=)          |
| 01-12-2020                                                                               | 01-12-2020 |  | 16 107(+0,11%) | 333(=)          |
| 02-12-2020                                                                               | 02-12-2020 |  | 16 173(+0,41%) | 334(+0,3%)      |
| 03-12-2020                                                                               | 03-12-2020 |  | 16 217(+0,27%) | 335(+0,3%)      |
| 04-12-2020                                                                               | 04-12-2020 |  | 16 297(+0,49%) | 336(+0,3%)      |
| 05-12-2020                                                                               | 05-12-2020 |  | 16 397(+0,61%) | 337(+0,3%)      |
| 06-12-2020                                                                               | 06-12-2020 |  | 16 477(+0,49%) | 338(+0,3%)      |
| 07-12-2020                                                                               | 07-12-2020 |  | 16 553(+0,46%) | 340(+0,59%)     |
| 08-12-2020                                                                               | 08-12-2020 |  | 16 596(+0,26%) | 340(=)          |
| 09-12-2020                                                                               | 09-12-2020 |  | 16 665(+0,42%) | 341(+0,29%)     |
| 10-12-2020                                                                               | 10-12-2020 |  | 16 766(+0,61%) | 343(+0,59%)     |
| 11-12-2020                                                                               | 11-12-2020 |  | 16 957(+1,1%)  | 345(+0,58%)     |
| 12-12-2020                                                                               | 12-12-2020 |  | 16 997(+0,24%) | 349(+1,2%)      |
| 13-12-2020                                                                               | 13-12-2020 |  | 17 075(+0,46%) | 349(=)          |
| 14-12-2020                                                                               | 14-12-2020 |  | 17 146(+0,42%) | 350(+0,29%)     |
| 15-12-2020                                                                               | 15-12-2020 |  | 17 216(+0,41%) | 350(=)          |
| 16-12-2020                                                                               | 16-12-2020 |  | 17 336(+0,7%)  | 352(+0,57%)     |
| 17-12-2020                                                                               | 17-12-2020 |  | 17 451(+0,66%) | 355(+0,85%)     |
| 18-12-2020                                                                               | 18-12-2020 |  | 17 559(+0,62%) | 357(+0,56%)     |
| 19-12-2020                                                                               | 19-12-2020 |  | 17 670(+0,63%) | 361(+1,1%)      |
| 20-12-2020                                                                               | 20-12-2020 |  | 17 758(+0,5%)  | 365(+1,1%)      |
| 21-12-2020                                                                               | 21-12-2020 |  | 17 879(+0,68%) | 371(+1,6%)      |
| 22-12-2020                                                                               | 22-12-2020 |  | 17 945(+0,37%) | 372(+0,27%)     |
| 23-12-2020                                                                               | 23-12-2020 |  | 18 043(+0,55%) | 378(+1,6%)      |
| 24-12-2020                                                                               | 24-12-2020 |  | 18 200(+0,87%) | 381(+0,79%)     |
| Fonti: - Ministero della sanità senegalese - Ultimo aggiornamento: 24.12.2020, 18:00 GMT |            |  |                |                 |

## Risposta del governo
Pochi giorni dopo la conferma del primo caso in Senegal, la Basketball Africa League ha annunciato di aver posticipato l'inizio della sua stagione inaugurale, che avrebbe dovuto tenersi proprio a Dakar. Ciò ha fatto sì che nel paese crescesse la paura che presto il governo avrebbe sospeso anche tutti gli eventi religiosi e i pellegrinaggi associati a essi, specialmente quelli legati al Grand Magal, una festività della confraternita islamica Muridiyya che si svolge nella città di Touba, e che nel 2020 dovrebbe avere luogo il 5 ottobre. Per calmare un po' gli animi, il 10 marzo il ministro della salute, Abdoulaye Diouf Sarr, ha comunicato alla stampa locale che il governo avrebbe sospeso ogni manifestazione religiosa solo se strettamente necessario, ma il 14 marzo, con il numero di contagiati arrivato a 24, il presidente Macky Sall ha annunciato la chiusura di tutte le scuole, la sospensione di tutte le manifestazioni pubbliche (anche se gli eventi calcistici, pur senza pubblico, continueranno fino al 9 aprile), la chiusura dei porti a tutte le navi da crociera e la cancellazione delle celebrazioni previste per il 4 aprile 2020 in onore dei 60 anni di indipendenza del Paese. L'annuncio trovò solamente poche proteste da parte dell'opinione pubblica poiché tra i cinque nuovi casi che erano stati annunciati il 12 marzo, uno era stato riscontrato a Touba, una città considerata sacra, dove molte persone erano state convinte dai religiosi del luogo di essere immuni alla COVID-19 proprio perché lì residenti.
Il 19 marzo, il governo senegalese ha annunciato l'istituzione di un fondo di solidarietà contro gli effetti della COVID-19 (Fonds de riposte et de solidarité contre les effets du Covid-19, Force-Covid-19) con una dotazione di vari miliardi di franchi CFA, per mitigare gli effetti dovuti alla pandemia sull'economia nazionale e, quattro giorni dopo, Macky Sall ha dichiarato lo stato di emergenza nazionale, con il coprifuoco dalla 20:00 alle 6:00, su tutto il territorio del Senegal fino al 4 aprile, per poi posticipare la fine dello stato di emergenza al 4 maggio.
Il 7 aprile, con il ritmo dei casi che non accennava ancora a rallentare, il ministro della sanità e dell'azione sociale ha annunciato che la gestione dei casi di COVID-19 sarebbe stata lasciata ai governatori delle regioni.
L'8 aprile, riprendendo un appello che aveva già lanciato il 25 marzo, il presidente Sall ha chiesto l'approntamento di una strategia di cancellazione del debito dei paesi africani accompagnato da un piano di riprogrammazione del debito commerciale, per far sì che i paesi possano riprendersi dalla crisi economica derivata dalla crisi sanitaria.